# Tekla Corporation
Tekla Corporation è un'azienda finlandese specializzata in software di progettazione, in particolare settore dell'edilizia, infrastrutture ed energia, di tipo CAD e BIM, e conosciuta per il suo prodotto principale Tekla Structures.
L'azienda, fondata nel 1966 a Helsinki ha attuale sede a Espoo e da febbraio 2012 la società appartiene al gruppo californiano Trimble Navigation.
Nonostante il nome Tekla sia un nome proprio molto utilizzato nei paesi nordici e in Polonia, in questo caso è l'abbreviazione della parola finlandese Teknillinen laskenta, che significa computazione tecnica.

## Storia
L'azienda viene fondata nel 1966 a Helsinki, in Finlandia, con il nome di Teknillinen laskenta Oy. Tra i fondatori, Reino Heinonen viene nominato amministratore delegato della società. La società fin dai primi anni si concentra sulla produzione di software per l'ingegneria strutturale e per il settore edile.
Nel 1980 l'azienda adotta Tekla Oy come il suo nome legale.
Durante gli anni ottanta l'azienda sviluppa le tecnologie di database virtuale, ambienti tridimensionali e parametrici, mentre durante gli anni novanta escono i primi prodotti denominati "X" in ambiente Unix, Xroad per la pianificazione stradale, Xcity per la pianificazione urbana, Xpower per utenze elettriche e Xcable, sistema simile per società telefoniche. Esce anche il primo prodotto di ingegneria strutturale Xsteel. Nel 1995 il sistema di qualità Tekla è certificato, mentre l'anno successivo l'azienda sviluppa i suoi prodotti anche per ambiente Windows creando anche il nuovo Xforest.
Con la fine del secolo il ruolo di Amministratore Delegato di Reino Heinonen passa a Seppo Ruotsalainen (e un paio di anni dopo a Heikki Multamäki) e la società inizia ad aprire varie filiali in tutto il mondo, venendo quotata nella Borsa di Helsinki e sviluppando servizi extranet per i propri clienti.
Con l'acquisizione di Ari Kohonen come amministratore delegato, nel 2004, viene lanciato come nuovo software di ingegneria strutturale Tekla Structure (basato sul precedente Xsteel).
Nel 2010 l'azienda conta ormai clienti in quasi 100 paesi con circa 18'000 licenze di Tekla Structures vendute e riceve un premio dal Presidente della Repubblica finlandese.
Nel 2011 sono iniziate le trattative di acquisizione della società da parte di Trimble Navigation, azienda californiana specializzata in tecnologie, conclusasi con l'acquisto di tutte le azioni ed il Marchio Tekla per circa $450 milioni.

## Prodotti

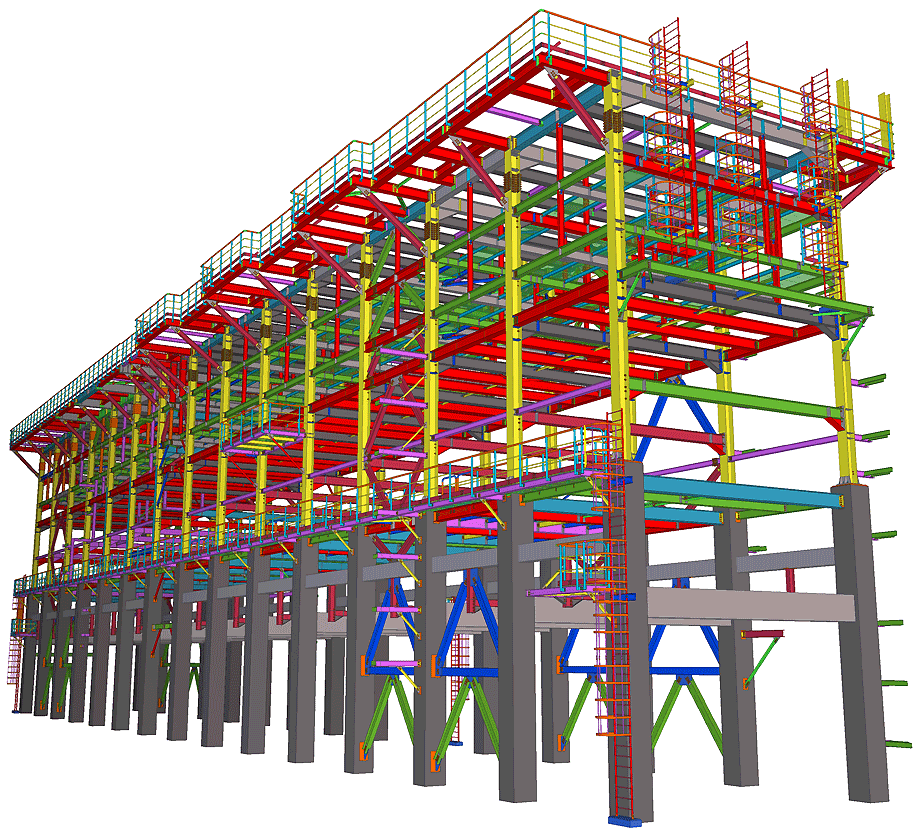
Progetto in carpenteria sviluppato in Tekla Structures

- Tekla Structures - Inizialmente conosciuto come Xsteel, è un programma Building Information Modeling (BIM) e CAD per la modellazione 3D e di dettagli in acciaio e strutture in calcestruzzo che consente di seguire lo sviluppo del progetto e dei singoli elementi per tutte le fasi dello sviluppo.
- Tekla BIMsight -  Programma gratuito per la collaborazione tra software BIM diversi. Lo sviluppo del software Tekla BIMsight si è fermato alla versione 1.9.9 e dal 2018 non è più sviluppato in quanto è stato sostituito dal software Trimble Connect[6], un nuovo software Cloud-based per la collaborazione e la condivisione di progetti BIM
- Tekla Solutions - fornisce applicazioni e servizi per le infrastrutture e di industrie energetiche.